# 조 발라치

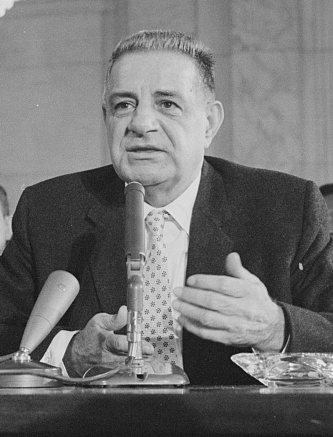

조 발라치(Joe Valachi, 다른 이름: Joseph Valachi, 본명: 조셉 마이클 발라치, Joseph Michael Valachi, 1904년 9월 22일 – 1971년 4월 3일)는 제노베제 범죄 집단의 미국 마피아였으며, 1963년에 그 존재를 공개적으로 인정한 이탈리아계 미국인 마피아의 첫 번째 구성원이었다. 코사 노스트라라는 용어의 대중화를 이끌었다.
발라치는 1959년 마약밀매 혐의로 유죄판결을 받고 15년의 징역형을 선고받았다. 1962년 그와 제노베제 가족의 상사인 비토 제노베제가 함께 감옥에 있는 동안 그는 제노베제가 보낸 암살자라고 생각한 수감자를 살해하고 종신형을 선고 받았다. 이후 발라치는 정보원이자 정부 증인이 되었으며, 다음 해에는 발라치 청문회에서 미국 상원 위원회에서 증언했다. 구조, 운영, 의식, 회원 자격 등 이탈리아계 미국인 마피아에 대해 이전에 알려지지 않은 정보를 공개했다. 그의 증언은 마피아의 침묵 규약인 오메르타(omertà)에 대한 최초의 중대한 위반이었으며, 이탈리아계 미국인 마피아가 연방 당국과 일반 대중에게 존재했다는 최초의 구체적인 증거였다. 발라치는 1971년 4월 3일 감옥에서 사망했다.